# Municipio de Winfield (Pensilvania)
El municipio de Winfield (en inglés, Winfield Township) es una subdivisión administrativa del condado de Butler, Pensilvania, Estados Unidos. Según el censo de 2020, tiene una población de 3.361 habitantes.
Está conformado básicamente por una comunidad dedicada a la agricultura y la minería.

## Geografía
Está ubicado en las coordenadas 40°46′41″N 79°44′19″O / 40.77806, -79.73861 (40.777994, -79.738502).

## Demografía
Según la Oficina del Censo en 2000 los ingresos medios por hogar en la región eran de $42,180 y los ingresos medios por familia eran de $47,442. Los hombres tenían unos ingresos medios de $35,946 frente a los $20,862 para las mujeres. La renta per cápita para la localidad era de $17,338. Alrededor del 6,0% de la población estaban por debajo del umbral de pobreza.
De acuerdo con la estimación 2015-2019 de la Oficina del Censo, los ingresos medios por hogar en la región son de $54,925 y los ingresos medios por familia son de $61,736. El 11,3% de la población está en situación de pobreza